# Resolutie 1514 Veiligheidsraad Verenigde Naties
Resolutie 1514 van de Veiligheidsraad van de Verenigde Naties werd unaniem door de VN-Veiligheidsraad aangenomen op 13 november 2003. De resolutie verlengde de VN-missie in Ivoorkust.

## Achtergrond
In 2002 brak in Ivoorkust een burgeroorlog uit tussen de regering in het christelijke zuiden en rebellen in het islamitische noorden van het land. In 2003 leidden onderhandelingen tot de vorming van een regering van nationale eenheid en waren er Franse en VN-troepen aanwezig.

## Inhoud

### Waarnemingen
Op 24 januari hadden de politieke krachten in Ivoorkust het Akkoord van Linas-Marcoussis gesloten. Alle partijen moesten nu deelnemen aan de regering van nationale verzoening om het uit te voeren. Die regering moest dan ook opnieuw de controle verwerven over heel het land, de milities ontwapenen en het leger hervormen.

### Handelingen
Het mandaat van de MINUCI-missie in Ivoorkust werd verlengd tot 4 februari 2004. Ten slotte werd de Secretaris-Generaal gevraagd tegen 10 januari 2004 te rapporteren over MINUCI's inspanningen om mee te werken aan de vrede en stabiliteit en hoe die konden worden verbeterd en versterkt.

## Verwante resoluties
- Resolutie 1479 Veiligheidsraad Verenigde Naties
- Resolutie 1498 Veiligheidsraad Verenigde Naties
- Resolutie 1527 Veiligheidsraad Verenigde Naties (2004)
- Resolutie 1528 Veiligheidsraad Verenigde Naties (2004)

Lijst ·  1455 ·  1456 ·  1457 ·  1458 ·  1459 ·  1460 ·  1461 ·  1462 ·  1463 ·  1464 ·  1465 ·  1466 ·  1467 ·  1468 ·  1469 ·  1470 ·  1471 ·  1472 ·  1473 ·  1474 ·  1475 ·  1476 ·  1477 ·  1478 ·  1479 ·  1480 ·  1481 ·  1482 ·  1483 ·  1484 ·  1485 ·  1486 ·  1487 ·  1488 ·  1489 ·  1490 ·  1491 ·  1492 ·  1493 ·  1494 ·  1495 ·  1496 ·  1497 ·  1498 ·  1499 ·  1500 ·  1501 ·  1502 ·  1503 ·  1504 ·  1505 ·  1506 ·  1507 ·  1508 ·  1509 ·  1510 ·  1511 ·  1512 ·  1513 ·  1514 ·  1515 ·  1516 ·  1517 ·  1518 ·  1519 ·  1520 ·  1521